# كأس الجمهورية العربية المتحدة
كأس الجمهورية العربية المتحدة هي كأس لعبت مرة واحدة فقط في العام 1961 بسبب تفكك الجمهورية العربية المتحدة وهي اتحاد بين مصر وسوريا. شاركت في الكأس أندية من البلدين.

## الطريقة
تضمنت المسابقة 4 فرق هم الفائزين بكأس مصر وكأس سوريا ووصافئهم. بطل كأس مصر يواجه وصيف بطل كأس سوريا في القاهرة، بينما يواجه بطل كأس سوريا وصيف بطل كأس مصر في دمشق.
| 1960–61 كأس سوريا الفرق المشاركة | 1960–61 كأس مصر الفرق المشاركة |
| -------------------------------- | ------------------------------ |
| نادي المجد (البطل)               | نادي الأهلي المصري (البطل)     |
| الأهلي حلب (الوصيف)              | قناة السويس (الوصيف)           |

## النهائي
نادي الأهلي المصري واجه المجد (الذي كان معروفًا باسم الأهلي الدمشقي) في ستاد القاهرة الدولي. انتهت المباراة بفوز كبير 4-1 للأهلي المصري الذي أصبح بطل المسابقة.

## نصف النهائي
| نادي الأهلي المصري           | 5 – 0 | الأهلي حلب |
| ---------------------------- | ----- | ---------- |
| كرم · طه إسماعيل · صالح سليم |       |            |

| نادي المجد | 2 – 1 | قناة السويس |
| ---------- | ----- | ----------- |
|            |       |             |

## النهائي
| نادي الأهلي المصري                     | 4 – 1 | نادي المجد |
| -------------------------------------- | ----- | ---------- |
| ميمي الشربيني · طه إسماعيل · صالح سليم |       | مغربي      |